# Pitoa
Pitoa är en ort i Kamerun.   Den ligger i regionen Norra regionen, i den norra delen av landet, 600 km norr om huvudstaden Yaoundé. Pitoa ligger 187 meter över havet och antalet invånare är 11 454.
Terrängen runt Pitoa är platt åt sydost, men åt nordväst är den kuperad. Trakten runt Pitoa är ganska glesbefolkad, med 30 invånare per kvadratkilometer. Närmaste större samhälle är Garoua, 14,7 km sydväst om Pitoa. Trakten runt Pitoa är en mosaik av jordbruksmark och naturlig växtlighet.